# Büren (Rhénanie-du-Nord-Westphalie)
Pour les articles homonymes, voir Büren.
Büren est une ville d'Allemagne, située à l'est du land de Rhénanie-du-Nord-Westphalie dans l'arrondissement de Paderborn.

## Géographie

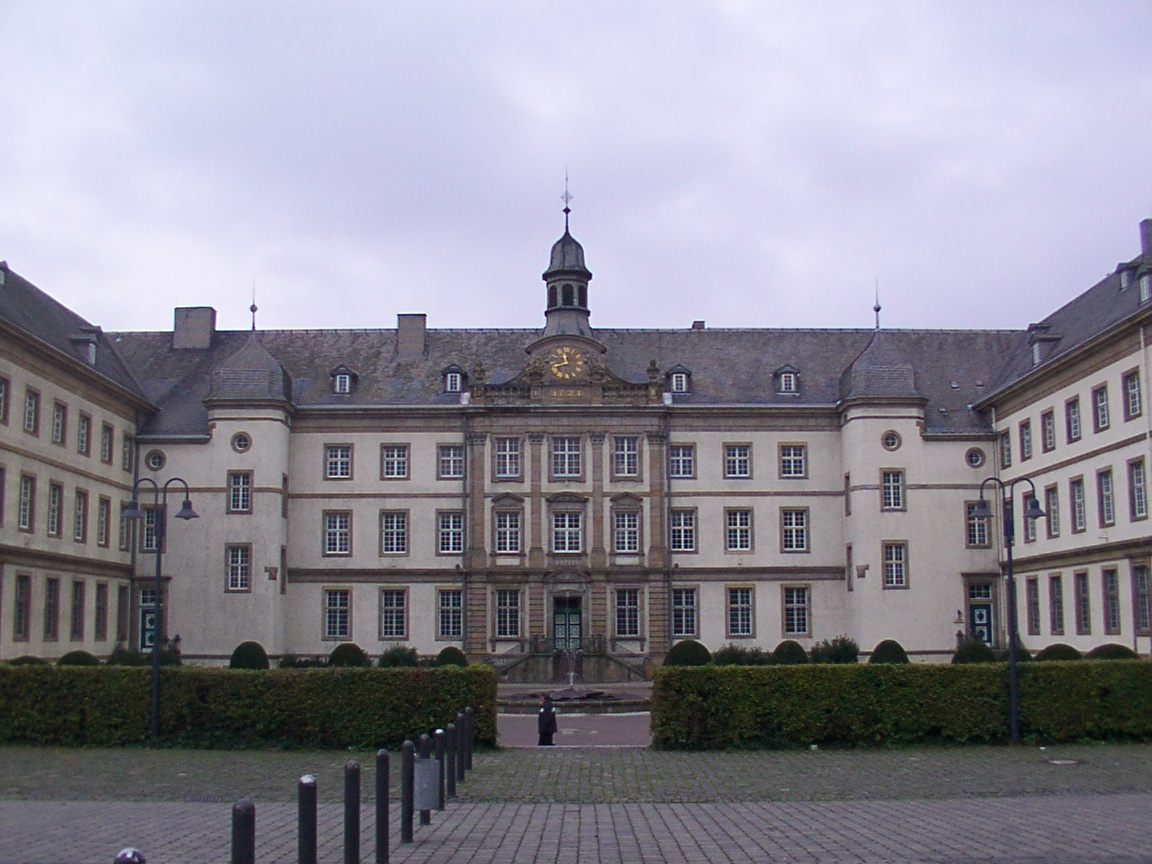
l'ancien collège jésuite, aujourd'hui Mauritiusgymnasium, un lycée

Büren a des limites - commençant au nord dans le sens des aiguilles d'une montre - avec Salzkotten, et Bad Wünnenberg (arrondissement de Paderborn), Brilon (arrondissement de Haut-Sauerland), Rüthen et Geseke (arrondissement de Soest).

## Histoire
| Appartenances historiques Principauté épiscopale de Paderborn 1281-1802 Royaume de Prusse 1802-1807 Royaume de Westphalie 1807-1813 Royaume de Prusse (Province de Westphalie) 1815-1918 République de Weimar 1918-1933 Reich allemand 1933-1945 Allemagne occupée 1945-1949 Allemagne 1949-présent |

La ville de Büren est créée le 1er janvier 1975 par la loi du 5 novembre 1974 en fusionnant l'ancienne ville de Büren et les communes du canton de Büren-Campagne (Amt Büren-Land) Ahden, Barkhausen, Brenken, Eickhoff, Harth, Hegensdorf, Siddinghausen, Steinhausen, Weiberg, Weine et Wewelsburg.

## Jumelage
Büren est jumelée avec :
- Kortemark (Belgique) depuis 1981
- Charenton-le-Pont (Val-de-Marne, France) depuis 1989
- Mittersill (Autriche) depuis 1995
- Ignalina (Lituanie) depuis 2003

Dans l'assistance pour l'administration communale de l'Est la ville est jumelée avec
- Baruth/Mark (Brandebourg) depuis 1990

Wewelsburg, un des quartiers de Büren, est jumelé avec
- Précigné (Sarthe, France).